# Tidlös kärlek
Tidlös kärlek (norsk titel: En håndfull tid) är en norsk-svensk film från 1990, regisserad av Martin Asphaug. Filmen fick två Amanda-prisen, en för bästa norska film och en för bästa skådespelerska (Camilla Strøm Henriksen). Filmen hade svensk premiär den 19 mars 1990. 

## Handling
En gammal man, Martin, blir påmind av sin ungdomskärlek Anna, och rymmer från ålderdomshemmet för att finna henne. På vägen upplever han starka minnen från förr.

## Skådespelare
- Espen Skjønberg - Martin
- Nicolay Lange-Nielsen - Martin som ung
- Camilla Strøm Henriksen - Anna
- Per Jansen - Anker
- Minken Fosheim: Else
- Bjørn Sundquist: Daniel
- Brit Elisabeth Haagensli: Kari
- Hans Krøvel: Henrik
- Nigel Hawthorne:  Ted Walker
- Susannah York: Susanne Walker
- Lotte Tarp: Ada
- Arve Opsahl: Hannibal
- Carl Bomann-Larsen:  Annas far
- Jan Hårstad: Martins far
- Henrik Scheele: Polis